# Chester Nelsen junior
Chester Nelsen junior (* 2. August 1922 in St. Louis; † 25. Dezember 2018 in Elsberry) war ein US-amerikanischer Radrennfahrer und nationaler Meister im Radsport.

## Sportliche Laufbahn
Nelsen war im Bahnradsport und im Straßenradsport aktiv. 1948 war er Teilnehmer der Olympischen Sommerspiele in London. Das olympische Straßenrennen beendete er beim Sieg von José Beyaert nicht. In der Mannschaftswertung kam das Team mit Ed Lynch, Frank Brilando, Chester Nelsen und Wendell Rollins nicht in die Wertung, da kein Fahrer das Ziel erreichte. Von 1943 bis 1945 war er Maschinist bei der US Navy.

## Familiäres
Nelsen war der Sohn von Chester Nelsen senior, der 1928 an den Olympischen Sommerspielen in Amsterdam teilgenommen hatte und Vater von Don Nelsen, der 1964 bei den Spielen in Tokio am Start war. Er war mit Louis Jane Catherine Brinkschulte verheiratet. Beide hatten fünf gemeinsame Kinder.